# العلاقات العراقية المالاوية
العلاقات العراقية المالاوية هي العلاقات الثنائية التي تجمع بين العراق ومالاوي.

## مقارنة بين البلدين
هذه مقارنة عامة ومرجعية للدولتين:
| وجه المقارنة                                              | العراق                       | مالاوي                     |
| --------------------------------------------------------- | ---------------------------- | -------------------------- |
| المساحة (كم2)                                             | 437.07 ألف                   | 118.48 ألف                 |
| عدد السكان (نسمة)                                         | 38.27 مليون                  | 18.62 مليون                |
| الكثافة السكانية (ن./كم²)                                 | 87.56                        | 157.16                     |
| العاصمة                                                   | بغداد                        | ليلونغوي، زومبا            |
| اللغة الرسمية                                             | اللغة العربية، اللغة الكردية | لغة إنجليزية، لغة الشيشيوا |
| العملة                                                    | دينار عراقي                  | كواشا ملاوية               |
| الناتج المحلي الإجمالي (بليون دولار)                      | 197.72 مليار                 | 6.30 مليار                 |
| الناتج المحلي الإجمالي (تعادل القوة الشرائية) بليون دولار | 560.73 مليار                 | 22.43 مليار                |
| الناتج المحلي الإجمالي الاسمي للفرد دولار أمريكي          | 4.94 ألف                     | 338                        |
| الناتج المحلي الإجمالي للفرد دولار أمريكي                 | 15.06 ألف                    | 1.20 ألف                   |
| مؤشر التنمية البشرية                                      | 0.654                        | 0.445                      |
| رمز المكالمات الدولي                                      | +964                         | +265                       |
| رمز الإنترنت                                              | .iq                          | .mw                        |
| المنطقة الزمنية                                           | ت ع م+03:00، ت ع م+04:00     | ت ع م+02:00                |

## منظمات دولية مشتركة
يشترك البلدان في عضوية مجموعة من المنظمات الدولية، منها:
| علم المنظمة | اسم المنظمة                        | تاريخ انضمام العراق | تاريخ انضمام مالاوي |
| ----------- | ---------------------------------- | ------------------- | ------------------- |
|             | الاتحاد الدولي للاتصالات           | 12 نوفمبر 1928      | 19 فبراير 1965      |
|             | مؤسسة التنمية الدولية              | 29 ديسمبر 1960      | 19 يوليو 1965       |
|             | منظمة حظر الأسلحة الكيميائية       | ?                   | ?                   |
|             | يونسكو                             | 21 أكتوبر 1948      | 27 أكتوبر 1964      |
|             | الأمم المتحدة                      | 21 ديسمبر 1945      | 1 ديسمبر 1964       |
|             | وكالة ضمان الاستثمار متعدد الأطراف | 6 أكتوبر 2008       | 12 أبريل 1988       |
|             | مؤسسة التمويل الدولية              | 27 ديسمبر 1956      | 19 يوليو 1965       |
|             | البنك الدولي للإنشاء والتعمير      | 27 ديسمبر 1945      | 19 يوليو 1965       |
|             | الاتحاد البريدي العالمي            | ?                   | ?                   |
|             | منظمة الشرطة الجنائية الدولية      | ?                   | ?                   |

## وصلات خارجية
- موقع وزارة الخارجية العراقية